# Dimitris Christofi
Demetris Christofi (en griego: Δημήτρης Χριστοφή: Δημήτρης Χριστοφή; Sotira, Chipre, 28 de septiembre de 1988) es un futbolista chipriota que juega para el Ethnikos Achna.

## Trayectoria
Fue considerado como uno de los jugadores jóvenes más prometedores en Chipre. Su transferencia de Enosis Neón Paralimni al AC Omonoia fue la transferencia más cara en la historia de fútbol chipriota, logrando un coste aproximado de 800 000 €.

## Goles internacionales
| #  | Fecha                   | Local                                         | Adversario           | Puntuación | Resultado | Competición                                          |
| -- | ----------------------- | --------------------------------------------- | -------------------- | ---------- | --------- | ---------------------------------------------------- |
| 1. | 19 de noviembre de 2008 | GSP Estadio, Nicosia, Chipre                  | Bielorrusia          | 1–0        | 2–1       | Amistoso                                             |
| 2. | 28 Marcha 2009          | Estadio Antonis Papadopoulos, Larnaca, Chipre | Georgia              | 2–1        | 2–1       | Clasificación para la Copa Mundial de Fútbol de 2010 |
| 3. | 11 de noviembre de 2011 | Estadio Antonis Papadopoulos, Larnaca, Chipre | Escocia              | 1–2        | 1–2       | Amistoso                                             |
| 4. | 9 de septiembre de 2014 | Bilino Polje, Zenica, Bosnia y Herzegovina    | Bosnia y Herzegovina | 1–1        | 1–2       | Clasificación para la Eurocopa 2016                  |
| 5. | 9 de septiembre de 2014 | Bilino Polje, Zenica, Bosnia y Herzegovina    | Bosnia y Herzegovina | 1–2        | 1–2       | Clasificación para la Eurocopa 2016                  |
| 6. | 16 de noviembre de 2014 | GSP Estadio, Nicosia, Chipre                  | Andorra              | 5–0        | 5–0       | Clasificación para la Eurocopa 2016                  |

## Palmarés

### Títulos nacionales
| Título                     | Club                 | País   | Año  |
| -------------------------- | -------------------- | ------ | ---- |
| Primera División de Chipre | A. C. Omonia         | Chipre | 2010 |
| Supercopa de Chipre        | A. C. Omonia         | Chipre | 2010 |
| Copa de Chipre             | A. C. Omonia         | Chipre | 2011 |
| Copa de Chipre             | A. C. Omonia         | Chipre | 2012 |
| Supercopa de Chipre        | A. C. Omonia         | Chipre | 2012 |
| Copa de Suiza              | F. C. Sion           | Suiza  | 2015 |
| Copa de Chipre             | Anorthosis Famagusta | Chipre | 2021 |